# جون هيل (لاعب كريكت)
جون هيل (22 سبتمبر 1930 في نيوزيلندا - 26 أغسطس 2002 في نيوزيلندا) (بالإنجليزية: John Hill)‏ هو لاعب كريكت نيوزلندي.

## وصلات خارجية
- جون هيل على موقع إي آس بي آن كريك إنفو (الإنجليزية)